# Roberto Rotatori
Roberto Rotatori (Milano, 14 novembre 1967) è un cavaliere italiano.
Specifico del Concorso Completo di Equitazione, che comprende dressage (o addestramento) salto ostacoli e cross country, Rotatori ha partecipato a molte competizioni prestigiose, fra cui i Giochi olimpici di Pechino del 2008, dove arriva 29º. Nel 2009 ottiene il 4º posto al CCI4* di Badminton, risultato più alto mai conseguito da un cavaliere italiano nel più prestigioso concorso di completo al mondo nella sua 60sima edizione, con oltre 250.000 spettatori.
Ad oggi Rotatori è attivo sulla scena agonistica internazionale e qualificato per i Campionati del Mondo di Tryon Usa 2018.